# European Centre for Ecotoxicology and Toxicology of Chemicals

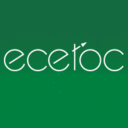
Logo von ECETOC

Das European Centre for Ecotoxicology and Toxicology of Chemicals (ECETOC) ist eine internationale Vereinigung ohne Gewinnerzielungsabsicht (VoG), die 1978 gegründet wurde und ihren Sitz in Brüssel hat.
Hauptzweck ist es, mögliche adverse Effekte durch die Herstellung und Verwendung von Chemikalien auf die Gesundheit und die Umwelt zu erkennen und zu untersuchen. Die Organisation arbeitet dabei mit Wissenschaft und Behörden sowie CEFIC zusammen, speziell im Rahmen der REACH-Verordnung. Daraus resultieren veröffentlichte Berichte und Peer-Review-Artikel.
Die Mitglieder setzen sich aus bedeutenden Unternehmen aus den Sparten Chemie, Pharmazeutika und Konsumgüter zusammen:
- Afton Chemical
- AkzoNobel
- Albemarle Corporation
- AstraZeneca
- BASF
- Bayer
- BP
- Cepsa
- Clariant
- Colgate
- Dow
- Dow Corning
- DSM
- DuPont
- Eni
- Evonik Industries
- ExxonMobil
- F. Hoffmann-La Roche
- Firmenich
- Givaudan
- Henkel
- Honeywell
- International Flavors & Fragrances
- Johnson & Johnson
- L’Oréal
- Lucite International
- Merck
- NiPera
- Procter & Gamble
- SC Johnson
- Shell Chemicals
- Solvay
- Statoil
- Sumitomo Chemical
- Syngenta
- Total
- Unilever
- Wacker